# Roman Valeš
Roman Valeš (* 6. března 1990 Praha) je český profesionální fotbalový brankář, který chytá v českém klubu Bohemians Praha 1905. Je také bývalým českým mládežnickým reprezentantem.

## Fotbalová kariéra
Působil v mládežnických týmech pražské Slavie, dokud neodešel na hostování do FK Čáslav (podzim 2009) a poté do FC Hlučín (jaro 2010). Předváděl kvalitní výkony a v létě 2010 si ho trenér Karel Jarolím vybral do A-týmu Slavie na zkoušku.
V lednu 2011 přestoupil do Jablonce, kde v březnu debutoval v Gambrinus lize. V sezóně 2012/13 vyhrál s Jabloncem český fotbalový pohár.
Valeš na jaře 2018 hostoval v Jihlavě, kde se ale přes jedničku Mateje Rakovana neprosadil a v lize ani jednou nenastoupil.
V květnu 2018 přestoupil do Bohemians 1905. Do Ďolíčku přišel jako volný hráč po vypršení smlouvy v Jablonci a podle webu pražského klubu podepsal s "Klokany" dvouletý kontrakt.
V srpnu 2020 utrpěl při tréninku zranění v dolní polovině těla, musel na operaci a čekala ho dlouhá přestávka. Po zranění se vrátil do sestavy a v lednu 2022 s pražským klubem prodloužil smlouvu do konce roku 2023.
Dne 13. srpna 2022 nastoupil Valeš do stého ligového utkání v kariéře.